# Murlin
Murlin is een gemeente in het Franse departement Nièvre (regio Bourgogne-Franche-Comté) en telt 102 inwoners (2009). De plaats maakt deel uit van het arrondissement Cosne-Cours-sur-Loire.

## Geschiedenis

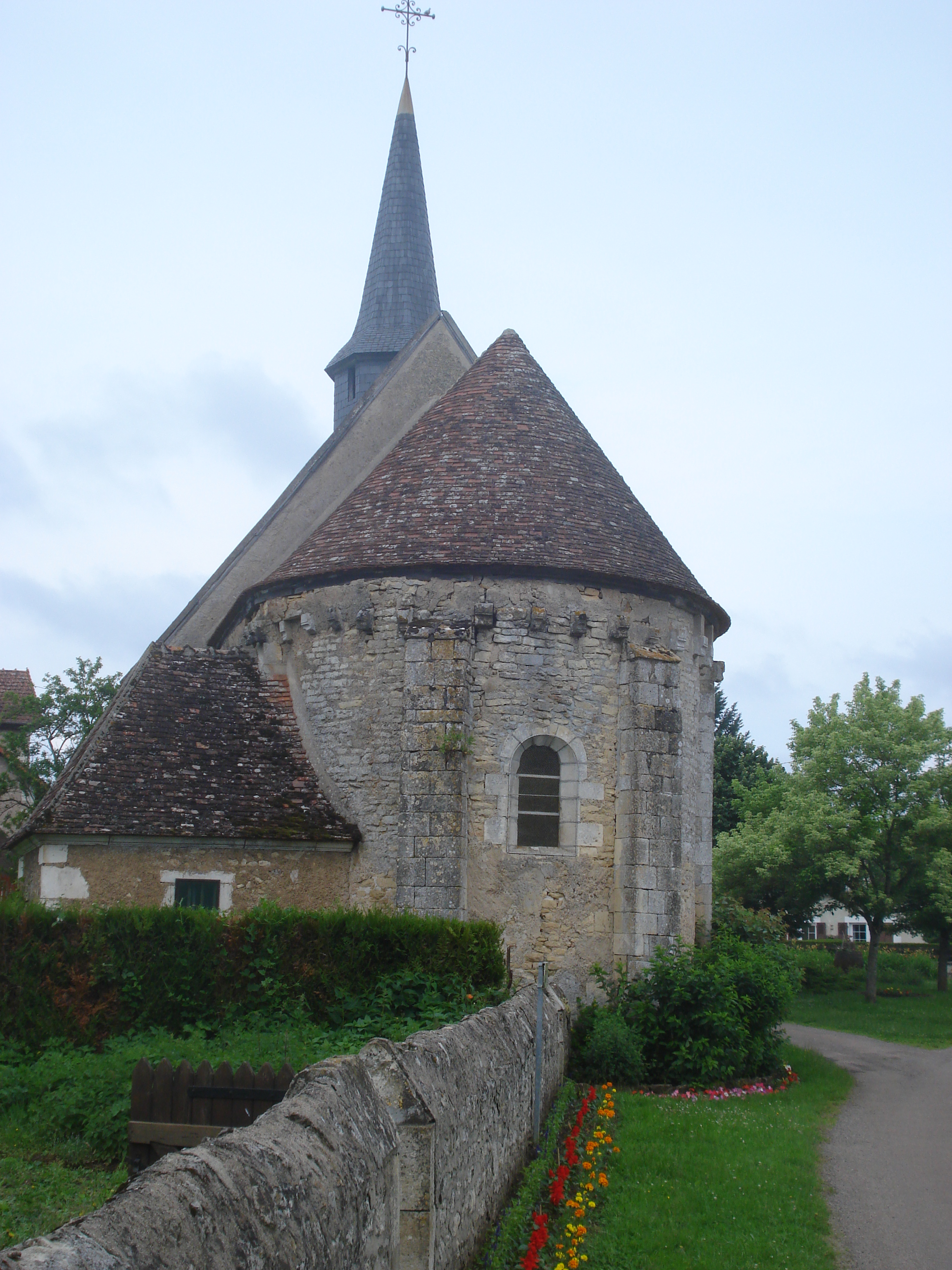
Kerk van Sint Martinus in Murlin

Murlin is gebouwd tegen de heuvels van het dal van de Mazou, een beekje dat zijn bron heeft bij de kerk. Men stichtte hier in 1052 een parochie genaamd Murellanium, wat later Murlin werd. Deze behoorde tot het diocees en viel onder de priorij van La Charité-sur-Loire.
De kerk is gebouwd in de 12e eeuw en gewijd aan St. Martinus. Het priesterkoor is nog van die tijd. De toren met zijn elegante spits stamt uit 1837 en heeft drie klokken, uit 1598, 1796 en 1783. Het altaar is apart: het rust op een geweldige stronk van een eik uit het bos van Bertranges.
De heuvels boven Murlin zijn bosrijk. De bossen behoorden aan de Heer van Montifault, die ze in 1276 schonk aan een aantal families. De bossen zijn nog steeds bezit van de erfgenamen van die families.
Vroeger bezat Murlin meerdere smederijen, die tot in de 19e eeuw gewerkt hebben. Met de smederijen verdwenen ook de winkeliers.
Tussen Mauvrain en Murlin stond vroeger een watermolen; de molengraaf is nog te zien en voedt nu een wasplaats.

## Geografie
De oppervlakte van Murlin bedraagt 15,7 km², de bevolkingsdichtheid is 6,8 inwoners per km².
De onderstaande kaart toont de ligging van Murlin met de belangrijkste infrastructuur en aangrenzende gemeenten.

## Demografie
Onderstaande figuur toont het verloop van het inwonertal (bron: INSEE-tellingen).